# Starston
Starston is een civil parish in het bestuurlijke gebied South Norfolk, in het Engelse graafschap Norfolk met 331 inwoners.